# موزه فوتبال آذربایجان
موزه فوتبال آذربایجان نخستین موزه ویژهٔ فوتبال در ایران است که در چهار دی ۱۳۹۳، ایوب نیکنام لاله (نویسنده و پژوهشگر تاریخ آذربایجان) آن را به کمک فرهاد روشنی (شهردار منطقه ۶ تبریز)، در پارک رضوان در باختر شهر تبریز بنیانگذاری کرد.

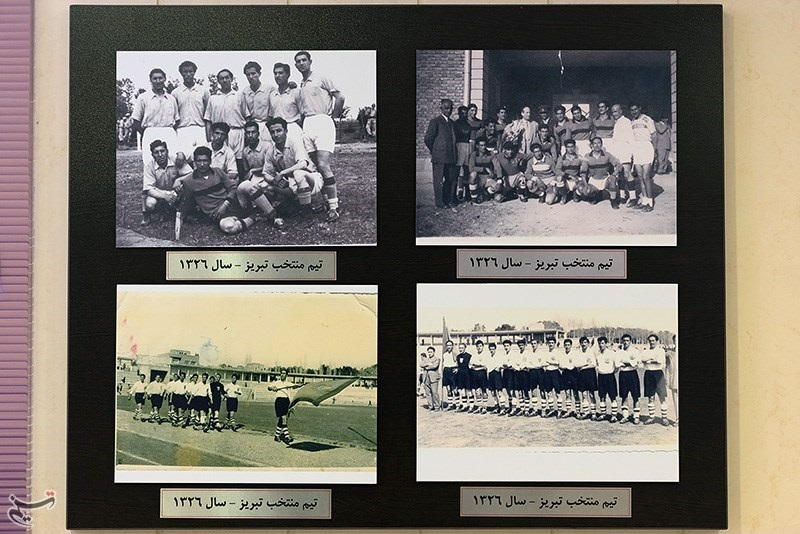
نگاره‌هایی از تیم منتخب تبریز در سال ۱۹۴۷ میلادی در موزه.

با توجه به دوری این محل از مرکز شهر، اسناد و دارایی‌های موجود از محل پیشین به محل تازه (بلوار ۲۹ بهمن- نرسیده به ایستگاه راهنمایی - اول زعفرانیه) منتقل و به همراه فاز دوم آن با مدیریت باقر خوشنواز (شهردار وقت منطقه ۲ تبریز) و با پشتیبانی ایرج شهین باهر (شهردار وقت تبریز) در تاریخ دوم شهریور ماه ۱۳۹۸، محل جدید با تجهیزات تازه گشایش و مورد بهره‌برداری قرار گرفت.
در این موزه تصاویری قدیمی از فوتبال تبریز و آذربایجان به همراه اسناد تاریخی، انواع کاپ، مدال‌ها، پیراهن و لباس‌های ورزشی قهرمانان فوتبال آذربایجان در بازه زمانی ۱۲۶۵ تا ۱۳۹۵ شمسی به نمایش گذاشته شده‌است.